# تويوتا تندرا
تويوتا تندرا هي إحدي طرازات سيارات النقل التي تنتجها شركة تويوتا للسيارات.
بدأ إنتاج تندرا عام 1999م كطراز 2000 وهي سيارة نقل متوسطة في جيلها الأول حتى عام 2006م وسيارة نقل كبيرة في جيلها الثاني من 2007-2021 و جيلها الثالث 2022-الآن. يشترك الجيل الأول منها في كثير من الخصائص مع سابقتها طراز تي100 وفي الطراز الأصغر تاكوما.